# Olios tuckeri
Olios tuckeri är en spindelart som beskrevs av Lawrence 1927. Olios tuckeri ingår i släktet Olios och familjen jättekrabbspindlar.
Artens utbredningsområde är Namibia. Inga underarter finns listade i Catalogue of Life.